# Xo Caka
Xo Caka (kinesiska: Xiao Chaka, 肖茶卡) är en saltsjö i Kina. Den ligger i den autonoma regionen Tibet, i den sydvästra delen av landet, omkring 490 kilometer nordväst om regionhuvudstaden Lhasa.
Genomsnittlig årsnederbörd är 282 millimeter. Den regnigaste månaden är juli, med i genomsnitt 89 mm nederbörd, och den torraste är januari, med 2 mm nederbörd.